# Абитен
Абите́н (фр. Abitain) — коммуна во Франции, находится в регионе Новая Аквитания. Департамент — Атлантические Пиренеи. Входит в состав кантона Ортез и Тер-де-Гав и дю Сель. Округ коммуны — Олорон-Сент-Мари.
Код INSEE коммуны — 64004.

## География

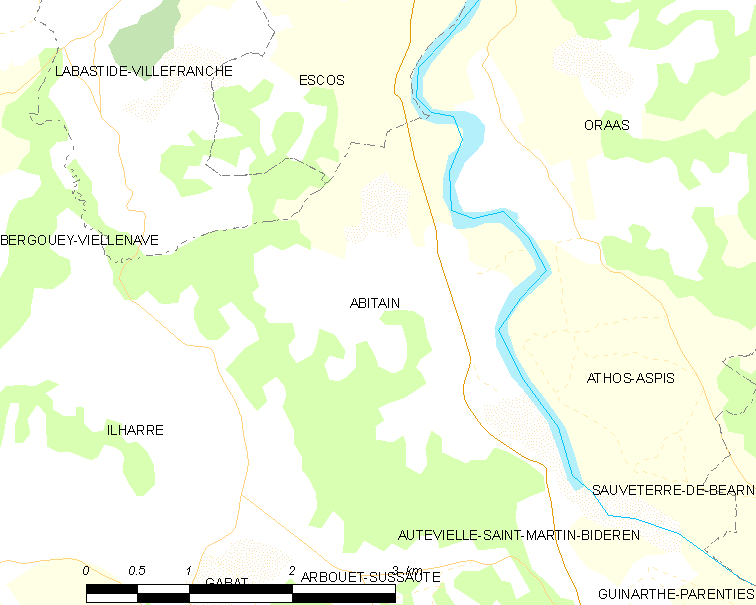
Карта коммуны

Коммуна расположена приблизительно в 660 км к юго-западу от Парижа, в 165 км южнее Бордо, в 55 км к западу от По.
На востоке коммуны протекает река Гав-д’Олорон.

### Климат
Климат тёплый океанический. Зима мягкая, средняя температура января — от +5°С до +13°С, температуры ниже −10 °C бывают редко. Снег выпадает около 15 дней в году с ноября по апрель. Максимальная температура летом порядка 20-30 °C, выше 35 °C бывает очень редко. Количество осадков высокое, порядка 1100 мм в год. Характерна безветренная погода, сильные ветры очень редки.

## Население
Население коммуны на 2010 год составляло 101 человек.
| 1962 | 1968 | 1975 | 1982 | 1990 | 1999 | 2010 |
| ---- | ---- | ---- | ---- | ---- | ---- | ---- |
| 172  | 158  | 143  | 138  | 126  | 107  | 101  |

## Администрация
| Период | Период | Фамилия       | Партия                         | Примечания |
| ------ | ------ | ------------- | ------------------------------ | ---------- |
| 1995   | 2001   | Дениз Сен-Пе  | Союз за французскую демократию |            |
| 2001   | 2008   | Виктор Мазеро | Разные правые                  |            |
| 2008   | 2014   | Дидье Лассер  |                                |            |
| 2014   | 2020   | Марк Сеген    |                                |            |

## Экономика
В 2010 году среди 60 человек трудоспособного возраста (15-64 лет) 50 были экономически активными, 10 — неактивными (показатель активности — 83,3 %, в 1999 году было 76,4 %). Из 50 активных жителей работали 45 человек (24 мужчины и 21 женщина), безработных было 5 (5 мужчин и 0 женщин). Среди 10 неактивных 2 человека были учениками или студентами, 6 — пенсионерами, 2 были неактивными по другим причинам.

## Достопримечательности
- Церковь Св. Петра (XIX век)[4]

## Фотогалерея

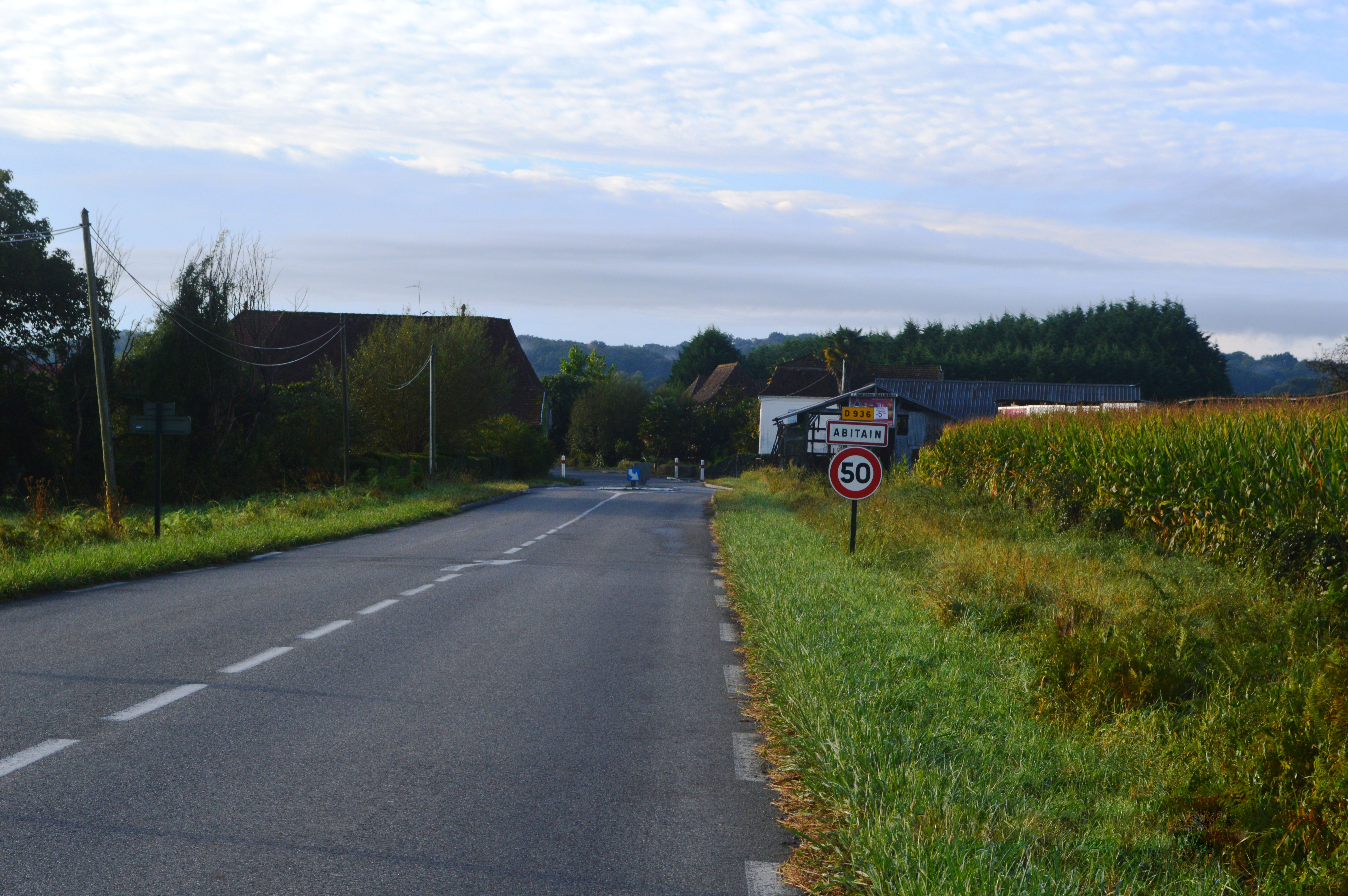
Въезд в Абитен
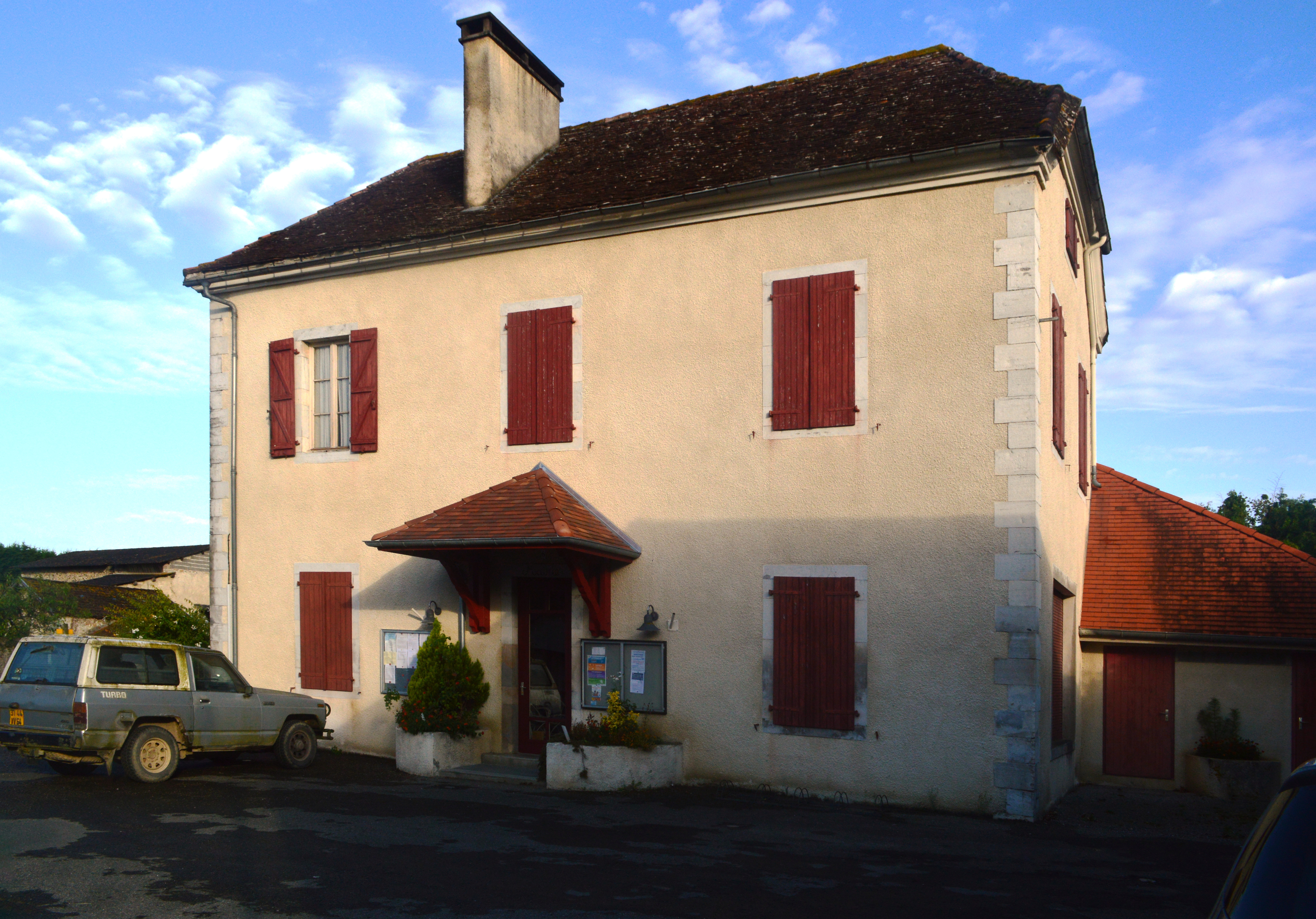
Мэрия
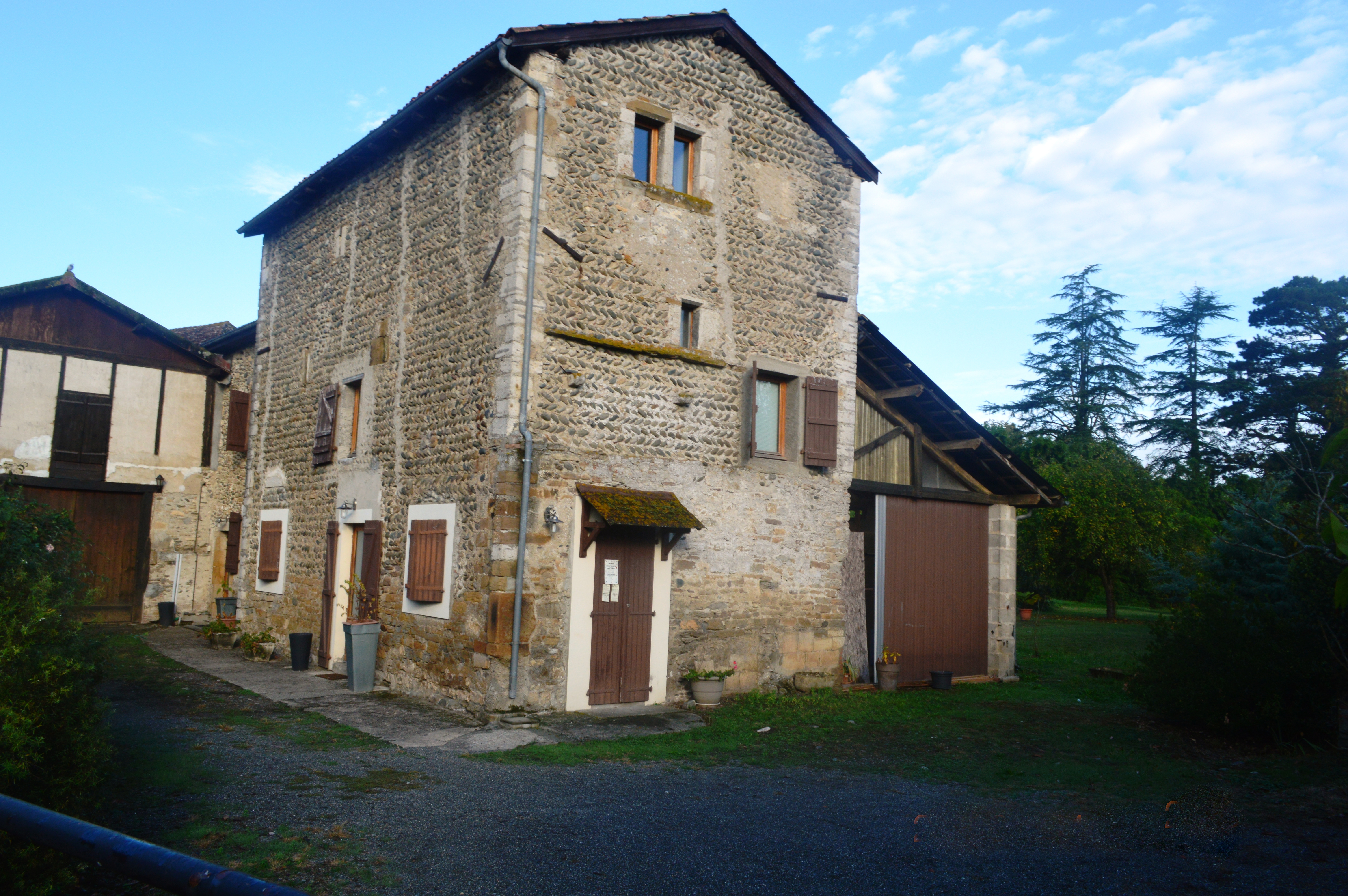
Дом
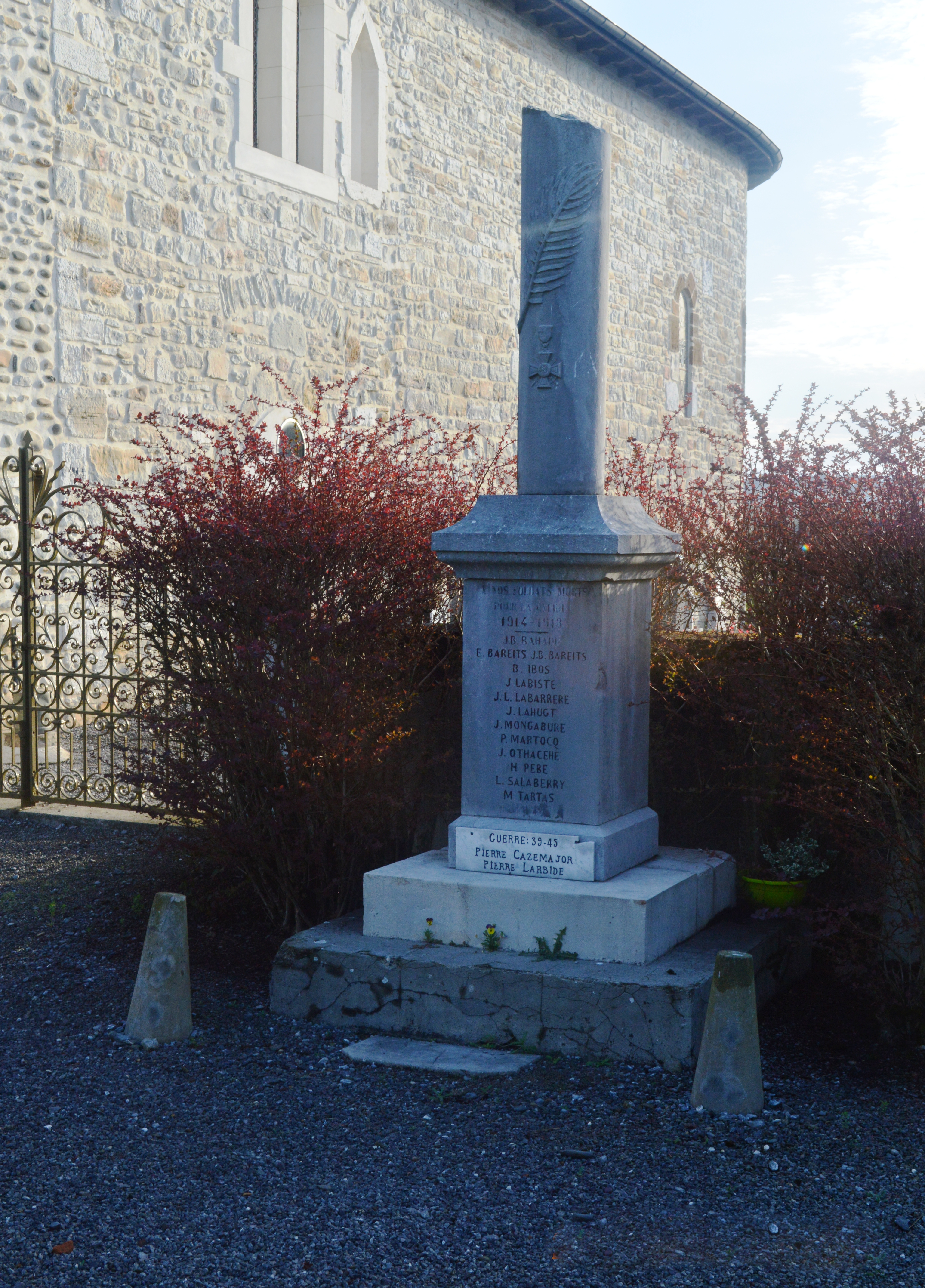
Военный мемориал